# Josky Kiambukuta
Joseph Kiambukuta Londa (Kinsasa, Congo Belga, 14 de febrero de 1949 - Kinsasa, República Democrática del Congo, 7 de marzo de 2021) fue un artista, cantante y compositor congoleño. 
Como miembro de T.P.O.K. Jazz, tocó junto a Franco Luambo durante su período más popular desde mediados de los años sesenta hasta finales de los ochenta. Una de las canciones más conocidas de T.P.O.K. Jazz, Proprietaire, fue escrita por Kiambukuta.

## Carrera en le T.P.O.K. Jazz
Según Simaro Lutumba, Kiambukuta se unió al grupo en algún momento de la década de 1960, después de que Simaro ya era miembro. Kiambukuta es conocido por su rango de voz, desde notas muy altas hasta bajos profundos, según sea necesario. Se le atribuye la composición de muchas canciones para la banda, incluidas las siguientes:
- Monzo (1974)
- Fariya (1977)
- Propriétaire (1980)
- Bimansha (1981)
- K.S.K. (1984)
- Missile (1983)
- Chandra (1990)

## Carrera después de la muerte deFranco
Después de la muerte de Franco en 1989, T.P.O.K. Jazz continuó tocando durante cuatro años. Sin embargo, en 1993, los conflictos con la familia de Franco obligaron a la banda a separarse. Kiambukuta, junto con Simaro Lutumba, Ndombe Opetum y otros miembros de la banda formaron una nueva banda: Bana OK. Según informes, Kiambukuta emigró a Francia y ahora reside en París.

## Discografía como solista
- 1999: Dernier Avertissement (con Bana O.K.)
- 2001: Oui Ça Va
- 2005: Double Vie